# Elegant Gothic Aristocrat
Elegant Gothic Aristocrat (EGA) é a loja Moi-même-Moitié de Mana, guitarrista, compositor e líder da banda Malice Mizer e de seu projeto solo Moi dix Mois. Ela é sua visão própria sobre o estilo Aristocrat.
A base das roupas EGA são saias longas, calças de alfaiataria, blusas de golas trabalhadas ou babados, botas vitorianas ou "góticas", corpetes e corsets, quase sempre em tons escuros, embora creme e branco por vezes apareçam. As peças são muitas vezes as mesmas para homens e mulheres.
O EGA não é considerado um subestilo lolita, e tampouco um estilo por si só - ele é a definição de uma linha de roupas no estilo Aristocrat, que tem suas próprias regras, mas personalizado pelas ideias de Mana.